# Contea di Jimsar
La contea di Jimsar (吉木萨尔县S) è una contea della Cina, situata nella regione autonoma di Xinjiang e amministrata dalla prefettura autonoma hui di Changji.